# Beyblade (hračka)

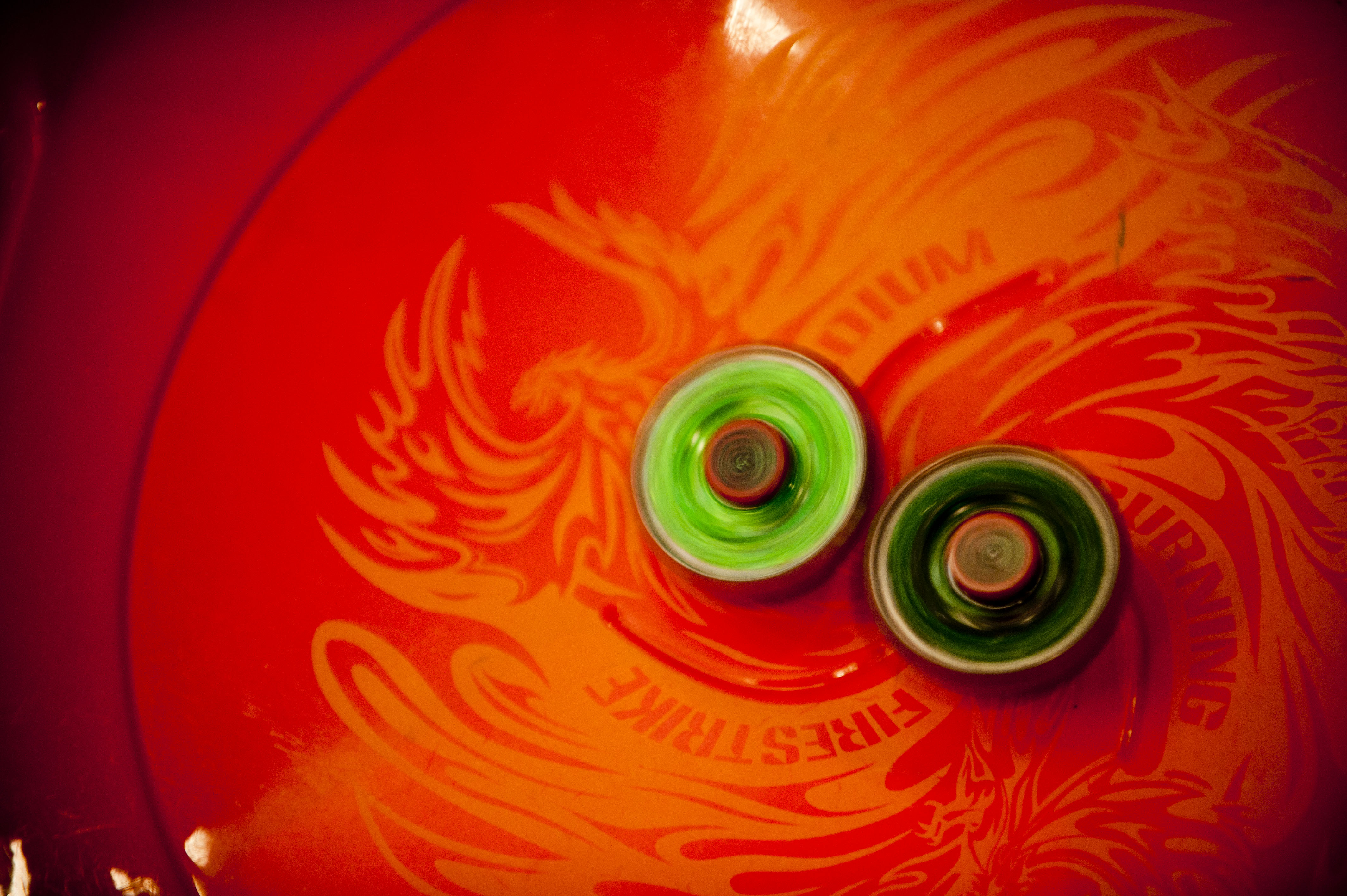
Turnaj Beyblade

Beyblade [bejblejd] je stolní soupeřivá hra, kterou vymyslel Japonec Aoki Takao roku 1999. Obsahem hry je souboj figurek čili "beybladů" (čti bejblejdů). Figurka beyblade je v principu káča, ne ovšem dřevěná, ale plastová, popřípadě kovová. Hru, která vznikla v Japonsku, hraje asi 10 milionů hráčů. Hlavní příčinou rozšíření hry byl anime seriál "Beyblade" v televizi. 

## Popis
Utkání se odehrává v "aréně", nejčastěji v plastové obdélné misce a cílem každého hráče je vytlačit všechny cizí figurky z této arény.
Figurka beyblade se skládá ze šroubu, na nějž se navleče několik plastových nebo kovových částí, které lze různě kombinovat:
- Face bolt (krycí šroub)
- Energy ring (energetický prstenec)
- Fusion wheel (kovový prstenec)
- Spin track (rotační nástavec)
- Performance tip (výkonná špička, hrot)

Různými kombinacemi prstenců vznikají figurky útočné, obranné atd.
Roztáčí se speciálním roztáčečem či vystřelovačem (launcher). Pomocí ozubeného plastového pásku (tip), který se do roztáčeče vsune, a následným trhnutím se figurka roztočí. 
Velkými a známými výrobci této hračky jsou firmy Hasbro a Takara Tomy.